# Сельское поселение Казым
Сельское поселение Казым — муниципальное образование. Территория сельского поселения входит в состав Белоярского района, Ханты-Мансийского автономного округа — Югры, Россия. В состав муниципального образования сельского поселения Казым входит 3 населенных пункта, а именно: село Казым (административный центр), деревня Нумто, деревня Юильск. Расположены они на значительном расстоянии друг от друга — 100—245 километров. Площадь сельского поселения равна 6180 га. Сельское поселение Казым расположено в центральной части Белоярского района и вытянуто с запада на восток. Гидрография поселения представлена реками Казым, Амня и озером Нумто.

Сельское поселение Казым является муниципальным образованием Ханты-Мансийского автономного округа — Югры, наделённым статусом сельского поселения в соответствии с законом Ханты-Мансийского автономного округа — Югры от 25 ноября 2004 года № 63-оз «О статусе и границах муниципальных образований Ханты-Мансийского автономного округа — Югры».

## История

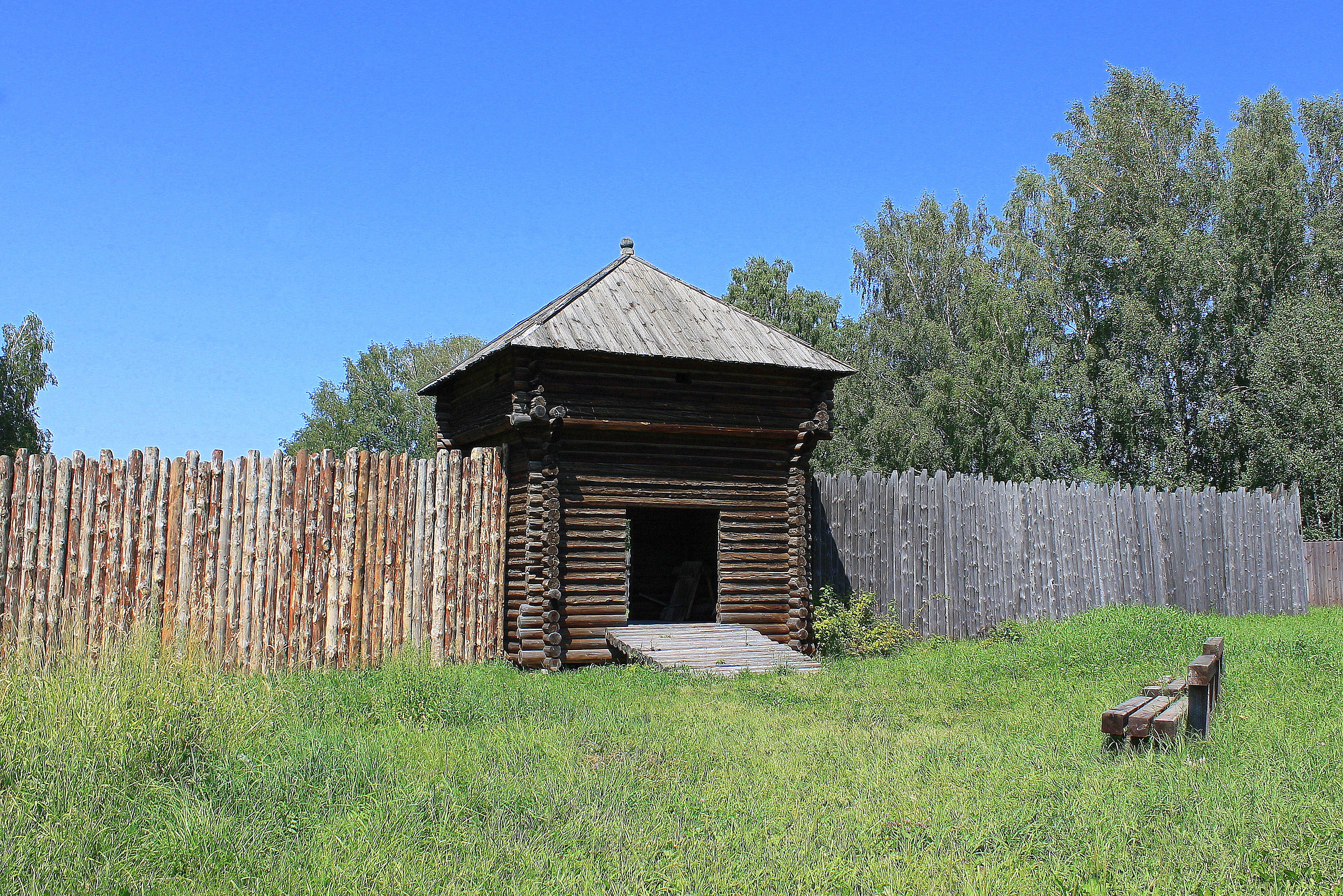
Башня Казымского (Юильского) острога в Новосибирском историко-архитектурном музее под открытым небом

Казымская территория имеет древнюю историю. Известно, что в XV—XVII вв. по Нижней и Средней Оби существовало 8 «княжеств», среди них было и Казымское княжество. Как минимум в начале XVII века в районе Казыма существовал пункт сбора ясака (налога) с ненцев. В первой трети XVIII века на месте остяцкого укреплённого поселения русскими казаками был сооружен Казымский (Юильский) городок (располагался в 28 км к юго-западу от современной деревни Юильск на правом берегу реки Ун-Вошъёган). Он представлял собой небольшой деревянный четырехугольный острог с двумя проезжими воротами с длиной стен от 40 до 58 метров. Внутри острога находилась церковь, воеводская изба, житные и зелейные амбары. Рядом с крепостью находились обывательские избы для русского и местного населения. В середине XIX века острог был заброшен, две сохранившиеся башни (согласно дендрохронологическому анализу — 1745 года постройки) в 1974 году были перевезены в Новосибирск, где ныне экспонируются в Историко-архитектурном музее под открытым небом.
В январе 1924 года в селе Казым Берёзовского района образован сельский Совет, который 15 сентября 1926 года был преобразован в туземный Совет.
Началом истории села как долговременного поселения может служить строительство культбазы. Казымская культурная база была создана с целью кардинального улучшения условий существования коренных народов, открыта в ноябре 1931 года, просуществовала до 1951 года. Культбаза стала называться национальным селом Казым. Она была построена на берегу таёжной речки Амня, в 20 километрах от её устья при впадении в реку Казым. Территория обслуживания культбазы составляла около 40 тыс. квадратных километров, и уже к середине десятилетия она стала центром Казымского региона. Здесь, на месте соснового бора, был построен небольшой социалистический городок. Это — здания школы, больницы, Дома народов Севера, библиотеки, ветеринарного, зоотехнического и агрономического пунктов, Красной показательной юрты, Красного чума, общественной бани, электростанции, производственных мастерских, радиостанций, жилых домов и др.

## Население
| 2010  | 2012  | 2013  | 2014  | 2015  | 2016  | 2017  |
| ----- | ----- | ----- | ----- | ----- | ----- | ----- |
| 1726  | ↘1687 | ↘1620 | ↘1600 | ↘1594 | ↘1566 | ↘1565 |
| 2018  | 2019  | 2020  | 2021  |       |       |       |
| ↘1547 | ↘1529 | ↘1527 | ↗1561 |       |       |       |

Численность населения сельского поселения Казым составляет 1717 человек разных национальностей, в том числе малочисленные народы Севера — 1255 человек.

## Состав сельского поселения
| № | Населённый пункт | Тип населённого пункта       | Население |
| - | ---------------- | ---------------------------- | --------- |
| 1 | Казым            | село, административный центр | 1379      |
| 2 | Нумто            | деревня                      | 199       |
| 3 | Юильск           | деревня                      | 148       |

## Производство
На территории поселения осуществляются следующие основные виды деятельности: оленеводство, рыбный и охотничий промыслы, разведение серебристо-чёрных лисиц, реализация хлеба и хлебобулочных изделий.
Основными предприятиями и организациями, представляющими производственную сферу, являются: Потребительское общество «Казымский рыбкооп» и АО «Казымская оленеводческая компания».

## Социальная сфера
В селе Казым в 1998 году было введено в эксплуатацию новое здание Казымской участковой больницы, в 2001 году здание администрации и Дома культуры. В деревне Юильск в 2006 году построен комплекс, куда входят дом культуры и фельдшерско-акушерский пункт. В деревне Нумто тоже имеется фельдшерско-акушерский пункт и дом культуры.
В 2008 году построено и введено в эксплуатацию новое современное здание Казымской средней школы, а с 1 сентября 2009 года дети посещают новый детский сад.
В селе Казым есть библиотека, которая находится в здании Дома культуры.
В 2009 году также в селе Казым построен красивый храм в честь Святителя Стефана Великопермского.
Имеется спортивный зал «ТРИУМФ».
Культурное наследие малочисленных народов представлено в Казымском этнографическом музее под открытым небом, в школьных музеях хантыйской и зырянской культуры. Проводятся национальные праздники — День оленевода, вороний день.
В с. Казым расположены почта и отделение Сбербанка (в здании администрации), имеется пожарное депо, отделение связи, метеостанция.
В деревне Нумто расположены почта и гидрометеопост.
В деревне Юильск расположены отделение связи и почта.